# Seminario arcivescovile di Brindisi
Il seminario arcivescovile è un importante edificio di Brindisi.
Il palazzo rappresenta il più alto esempio di Barocco nella città salentina e si trova in piazza Duomo. Fu realizzato utilizzando per le decorazione parte dei materiali della basilica di San Leucio, come i marmi bianchi e le porte della facciata.

## Storia
Il palazzo fu voluto all'arcivescovo Paolo de Villana Perlas e realizzato dall'architetto leccese Mauro Manieri. Fu terminato nel 1720, come riportato sull'ingresso ma il terremoto del 1743 probabilmente danneggiò parzialmente la facciata.

## Architettura
La facciata del palazzo sembra richiamare lo stile del palazzo dell'oratorio dei Filippini e il collegio di Propaganda Fide di Roma. Sulla facciata si contano ben otto statue ornamentali che raffigurano: la matematica, l'oratoria, l'etica, la teologia, la filosofia, la giurisprudenza, la poetica e l'armonia.
All'interno è presente una pregevole cappella.